# Boesingheliede

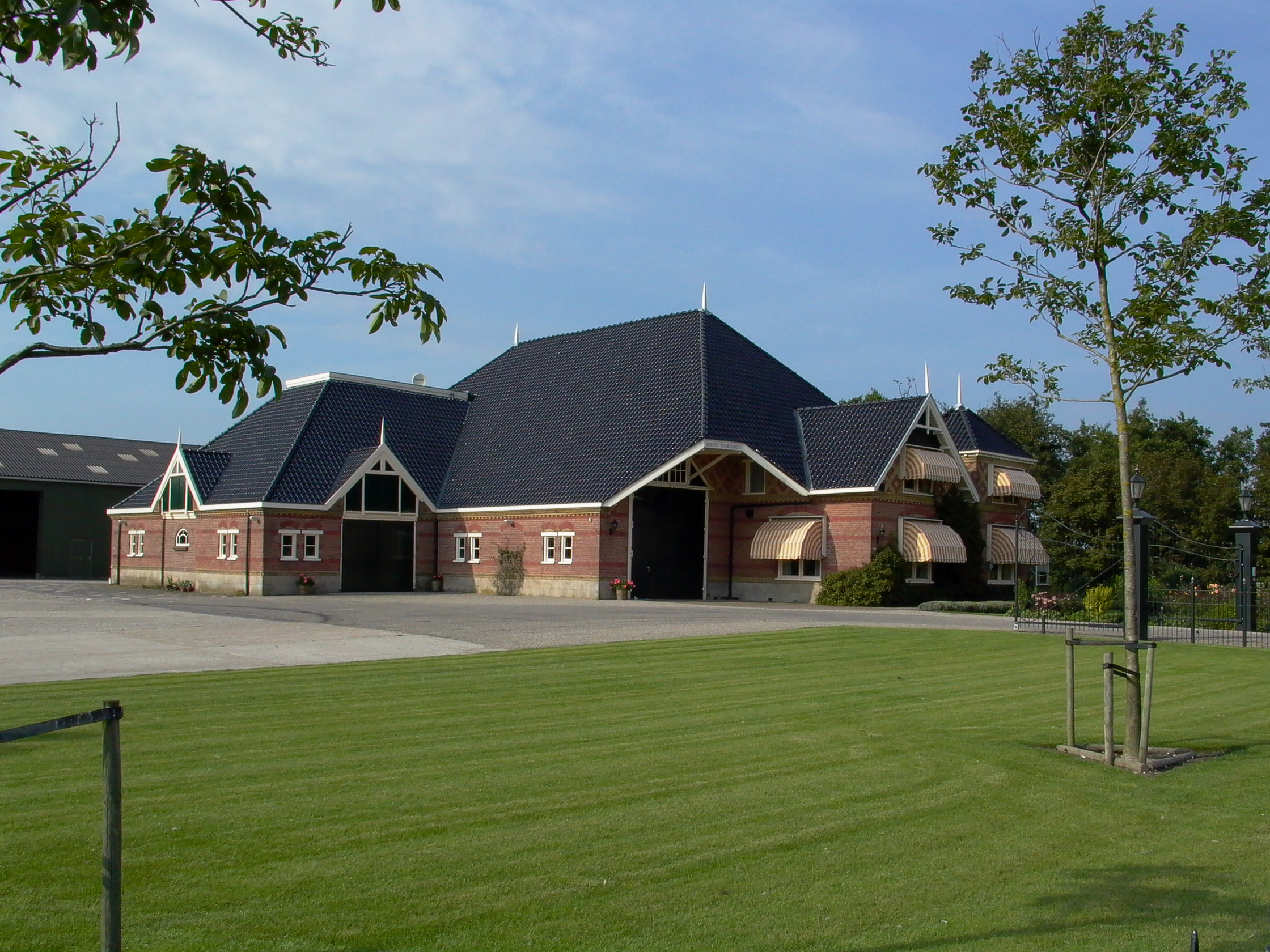
Hoeve Voorzorg in Boesingheliede

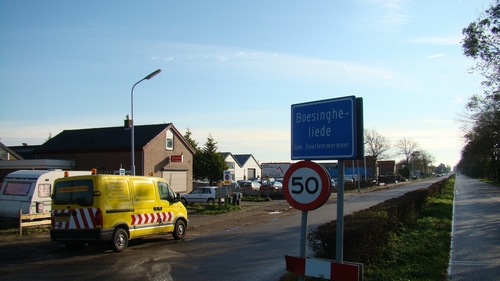
Boesingheliede in 2008

Boesingheliede is een buurtschap in het noorden van de gemeente Haarlemmermeer, in de Nederlandse provincie Noord-Holland. Het dorp is vernoemd naar een in vroeger eeuwen door het water van het Oude Haarlemmermeer verzwolgen dorp nabij het ook in het water verdwenen Nieuwerkerk.
De bebouwing is voornamelijk lintbebouwing aan de noordkant van de Schipholweg (N232), ten westen van het kruispunt met de IJweg. Vlakbij ten noorden ligt Zwanenburg, ten oosten Lijnden. Boesingheliede heeft 150 inwoners (2023).
Langs het dorp loopt de rijksweg A9. Boesingheliede ligt nabij de Polderbaan van Schiphol.

## Geschiedenis van de buurtschap
De lintbebouwing langs de Spaarnwouderdwarsweg ten noorden van IJweg wordt op topografische kaarten uit 1872 Nieuwerkerkerhoek genoemd. Daarna heeft de buurtschap de namen Dyserinck (omstreeks 1924) en Kladdebuurt (tot 1959) gehad. Oorspronkelijk bestond de buurtschap voornamelijk uit arbeiderswoningen. De bedrijvigheid in het dorp was tot 1950 vrijwel geheel gericht op de agrarische sector. Er waren onder andere slachtplaatsen, slagerijen, een melkfabriek en een smederij gevestigd.
Tegenwoordig is een groot aandeel van de bedrijvigheid technisch georiënteerd (garages, pompstations, metaal- en constructiebedrijven). Daarnaast zijn er toeleveranciers van voedingsmiddelen, alsmede enkele grafische en kunststofverwerkende bedrijven gevestigd (geweest). Tegenwoordig fungeert de Spaarnwouderdwarsweg als ventweg van de Schipholweg.
Plaatsen: Abbenes · Badhoevedorp · Beinsdorp · Buitenkaag · Burgerveen · Cruquius · Haarlemmerliede · Halfweg · Hoofddorp · Leimuiderbrug · Lijnden · Lisserbroek · Nieuw-Vennep · Rijsenhout · Rozenburg · Schiphol · Schiphol-Rijk · Spaarndam-Oost · Spaarnwoude · Vijfhuizen · Weteringbrug · Zwaanshoek · Zwanenburg

Gehuchten en buurtschappen: Aalsmeerderbrug · Boesingheliede · Cruquius-Oost · De Hoek · Huigsloot · 't Kabel · De Liede · Nieuwebrug · Nieuwe Meer · Oude Meer · Penningsveer · Schiphol-Oost · Vinkebrug · Vredeburg · Weberbuurt

Voormalige gemeente: Haarlemmerliede en Spaarnwoude

Noord-Holland: Steden en dorpen      Nederland: Provincies · Gemeenten